# Joseph Le Moyne de Sérigny
Pour les articles homonymes, voir Le Moyne.
Joseph Le Moyne de Sérigny et de Loire, né le 22 juillet 1668 à Montréal en Nouvelle-France et mort le 12 septembre 1734 à Rochefort, est un officier de marine et administrateur colonial français. Capitaine de vaisseau, il est successivement commandant général de la baie d'Hudson, puis de la Louisiane française, avant d'être nommé gouverneur de Rochefort.

## Biographie

### Origines et jeunesse
Joseph Le Moyne de Sérigny et de Loire est né le 22 juillet 1668 à Montréal, le sixième fils de l'officier franco-canadien Charles Le Moyne de Longueuil et de Châteauguay et de Catherine Thierry et un des frères cadets de Pierre Le Moyne d’Iberville.

### Carrière militaire
En 1686, il entre dans la Marine royale et est envoyé à Rochefort qui abritait dans son arsenal militaire la flotte du Ponant. 
En 1689, connaissant le langage des Iroquois, il escorte des prisonniers amérindiens Iroquois que l'on avait envoyés au bagne à Marseille et que l'on ramenait au Canada par le port de Rochefort.
Le 1er janvier 1692, il est promu enseigne de vaisseau.
En 1694, Joseph et son frère, Pierre Le Moyne d'Iberville, s'embarquènt pour l'Amérique. À Québec, ils recrutent des marins-soldats pour engager la campagne militaire de la baie d'Hudson et reconquérir des territoires conquis sur les Anglais dix ans plus tôt avec le capitaine Pierre de Troyes mais repris par l'ennemi depuis lors. Ils prirent avec succès le fort Bourbon (rebaptisé fort York par les Britanniques), mais lors de l'attaque, ils perdent leur frère Louis Le Moyne de Châteauguay.
Revenu en France en 1695, il repart l'année suivante pour la baie d'Hudson avec l'ordre de ravitailler le fort Bourbon. Entre-temps, le fort Bourbon avait été repris par les Anglais. En septembre 1697, il reprend le fort avec son frère après la victoire contre trois vaisseaux anglais et le succès du débarquement d'une petite troupe. 
En 1699, il reçoit l'ordre de conduire une frégate afin d'évacuer le fort Bourbon échangé aux Anglais contre des postes fortifiés de la baie James à la suite du traité de Ryswick de 1697.
En 1701, il se rend en Louisiane française avec son frère. En 1706, il participe à des campagnes militaires contre l'ennemi anglais dans les Antilles. 
En 1719, il combat les Espagnols lors d'une expédition militaire partie depuis le fort Louis de la Mobile et prend possession de Pensacola, située sur la baie de Pensacola en Floride espagnole, à l'est de la Louisiane française. 
En 1723, il revient en France et est nommé gouverneur de Rochefort, fonction qu'il assume jusqu'à sa mort. le 12 septembre 1734.